# Kiekino (obwód kurski)
Kiekino (ros. Кекино) – wieś (ros. деревня, trb. dieriewnia) w zachodniej Rosji, w sielsowiecie niżniemordokskim rejonu głuszkowskiego w obwodzie kurskim.

## Geografia
Miejscowość położona jest nad rzeką Sejm, 4 km od centrum administracyjnego sielsowietu niżniemordokskiego (Niżnij Mordok), 6 km od centrum administracyjnego rejonu (Głuszkowo), 110 km od Kurska.
W granicach miejscowości znajdują się ulice: Nabierieżnaja, Nowaja, Oktiabrskaja.

## Demografia
W 2010 r. miejscowość zamieszkiwało 181 osób.